# Coussarea garciae
Coussarea garciae är en måreväxtart som beskrevs av Paul Carpenter Standley. Coussarea garciae ingår i släktet Coussarea och familjen måreväxter. Inga underarter finns listade i Catalogue of Life.